# Little Eva
Little Eva (* 29. Juni 1943 als Eva Narcissus Boyd in Belhaven, North Carolina; † 10. April 2003 in Kinston, North Carolina) war eine US-amerikanische Sängerin, die 1962 durch den Hit The Loco-Motion bekannt wurde.

## Biografie
Eva Narcissus Boyd wuchs mit fünfzehn Geschwistern auf. Um ihre Schulausbildung abzuschließen, zog sie 1959 zu Verwandten nach Brighton Beach bei New York und sang dort im Kirchenchor. Danach arbeitete sie als Babysitter bei dem New Yorker Songwriter-Ehepaar Carole King und Gerry Goffin. Sie erhielt die Möglichkeit, als Backgroundsängerin bei Aufnahmen von Ben E. King und The Cookies mitzuwirken.
Little Evas erste Soloaufnahme war der von King und Goffin geschriebene Song The Loco-Motion. Der Titel wurde im Juni 1962 von der gerade gegründeten Plattenfirma Dimension unter dem Künstlernamen „Little Eva“ veröffentlicht und erreichte in kürzester Zeit den ersten Platz der Billboard Hot 100. Der Titel wurde auch international ein Erfolg. In Großbritannien kam er auf den zweiten Platz. In Deutschland erreichte er Platz 23 der Hitparade. Die folgenden Aufnahmen konnten diesen Erfolg nicht wiederholen, doch kamen bis 1963 weitere Little-Eva-Titel in die Hot 100. Im Jahr 1963 unternahm sie zusammen mit Brian Hyland eine Tournee durch Großbritannien und Frankreich. 
Durch die British Invasion, verursacht insbesondere durch The Beatles, sank ab 1964 Little Evas Popularität. 1965 erschien ihre letzte Single bei Dimension, danach erschienen in unregelmäßigen Abständen noch Platten bei einigen kleinen Plattenfirmen. 1970 verabschiedete sie sich aus dem Musikgeschäft und kehrte in ihre Geburtsstadt Belhaven zurück. Ihre letzten Jahre kämpfte sie gegen eine Krebserkrankung, die sie zwang, sich ab 2001 aus der Öffentlichkeit zurückzuziehen. 59-jährig starb sie 2003 im Lenoir Memorial Hospital von Kinston, North Carolina. Sie hinterließ ihren Mann James Harris, den sie 1962 geheiratet hatte, sowie zwei Töchter und einen Sohn.

## Diskografie

### Studioalben
| Jahr | Titel Musiklabel Katalog-Nr.               | Höchstplatzierung, Gesamtwochen, AuszeichnungChartsChartplatzierungen (Jahr, Titel, Musiklabel Katalog-Nr., Platzierungen, Wochen, Auszeichnungen, Anmerkungen) | Anmerkungen                |
| Jahr | Titel Musiklabel Katalog-Nr.               | US | Anmerkungen                |
| ---- | ------------------------------------------ | --- | -------------------------- |
| 1962 | Llllloco-Motion Dimension Records DLP-6000 | US97 (6 Wo.)US | Erstveröffentlichung: 1962 |

Weitere Studioalben
- 1963: Swinging on a Star (mit Big Dee Irwin)

### Kompilationen
- 1988: The Best of Little Eva
- 1991: Greatest Hits and Rare Items
- 1996: The Loco-Motion
- 1997: Lllllittle Eva! The Complete Dimension Recordings

### Singles
| Jahr | Titel Album                     | Höchstplatzierung, Gesamtwochen, AuszeichnungChartplatzierungen (Jahr, Titel, Album, Platzierungen, Wochen, Auszeichnungen, Anmerkungen) | Höchstplatzierung, Gesamtwochen, AuszeichnungChartplatzierungen (Jahr, Titel, Album, Platzierungen, Wochen, Auszeichnungen, Anmerkungen) | Höchstplatzierung, Gesamtwochen, AuszeichnungChartplatzierungen (Jahr, Titel, Album, Platzierungen, Wochen, Auszeichnungen, Anmerkungen) | Höchstplatzierung, Gesamtwochen, AuszeichnungChartplatzierungen (Jahr, Titel, Album, Platzierungen, Wochen, Auszeichnungen, Anmerkungen) | Anmerkungen |
| Jahr | Titel Album                     | DE | UK | US | R&B | Anmerkungen |
| ---- | ------------------------------- | --- | --- | --- | --- | --- |
| 1962 | The Loco-Motion Llllloco-Motion | DE23 (14 Wo.)DE | UK2 (31 Wo.)UK | US1 (16 Wo.)US | R&B1 (12 Wo.)R&B | Erstveröffentlichung: Juni 1962 Rock & Roll Hall of Fame Platz 359 der Rolling Stone 500 (Liste 2010) Platz 230 der Songs of the Century (RIAA, Liste 2001) Autoren: Gerry Goffin, Carole King |
| 1962 | Keep Your Hands Off My Baby –   | — | UK30 (5 Wo.)UK | US12 (12 Wo.)US | R&B6 (10 Wo.)R&B | Erstveröffentlichung: Oktober 1962 Autoren: Gerry Goffin, Carole King |
| 1963 | Let’s Turkey Trot –             | — | UK13 (12 Wo.)UK | US20 (10 Wo.)US | R&B16 (9 Wo.)R&B | Erstveröffentlichung: Januar 1963 Autoren: Gerry Goffin, Carole King |
| 1963 | Swinging on a Star              | — | UK7 (17 Wo.)UK | US38 (10 Wo.)US | — | Erstveröffentlichung: Mai 1963 Autoren: Jimmy Van Heusen, Johnny Burke Original: Bing Crosby mit John Scott Trotter, 1944                                                                      |
| 1963 | Old Smokey Locomotion –         | — | — | US48 (6 Wo.)US | — | Erstveröffentlichung: Mai 1963 Autoren: Gerry Goffin, Carole King |

Weitere Singles
- 1962: He is the boy
- 1963: What I Gotta Do (To Make You Jealous)
- 1963: Let’s Start the Party Again
- 1963: I Wish You a Merry Christmas (mit Big Dee Irwin)
- 1964: Makin’ with the Magilla
- 1965: Wake Up John
- 1965: Stand by Me
- 1966: Bend It
- 1967: Take a Step in My Direction
- 1968: Get Ready-Uptight (als Little Eva Harris)
- 1970: Mama Said
- 1970: Night After Night